# Enderbury
Enderbury – atol na Pacyfiku, należący do państwa Kiribati. Leży w grupie Wysp Feniks, ok. 68 km na południe od największego w tej grupie atolu Kanton. Razem z atolem Kanton w latach 1939–1979 wchodził w skład kondominium amerykańsko-brytyjskiego Canton i Enderbury.